# Jessica Fièvre
Michèle-Jessica Fièvre, a veces MJ Fièvre (Puerto Príncipe, 29 de abril de 1981), es una escritora, traductora y educadora de origen haitiano que ha vivido en Florida desde 2002.

## Biografía
Nació en Puerto Príncipe y fue educada allí obteniendo un Bachelor of Education de la Universidad de Barry y un Máster en Bellas Artes en Escritura Creativa de la Universidad Internacional de Florida. Autopublicó su primera novela de misterio, Le Feu de la vengeance, a la edad de 16 años; tres años después, firmó su primer contrato literario por una novela para adultos jóvenes. Fièvre fue editora de la antología de 2001 Ainsi parla la terre / Tè a pale / So Spoke the Earth. Fue secretaria de la Women Writers of Haitian Descent, una organización con sede en Florida. 
Ha publicado historias en inglés y francés en varias revistas literarias estadounidenses. También ha trabajado como traductora e intérprete y enseñó en una escuela secundaria en Davie. Más recientemente, ha sido profesora en el Miami Dade College. Fièvre es editora de la revista literaria Sliver of Stone.
Además, es la directora de la compañía editorial Lominy Books de Florida.

## Obras seleccionadas
- La Bête, novela (1999)
- L’Homme au pardessus jaune, cuentos (2000)
- Thalassophobie, novela (2001)
- La Statuette maléfique, literatura juvenil (2001)
- Les Hommes en Rouge: l’éclipse, novela (2003)
- La Bête II: Métamorphose, novela (2005)
- Les Fantasmes de Sophie, novela (2007)
- Le Fantôme de Lisbeth, literatura juvenil (2007)
- Sortilège haïtien, novela (2011)
- I am Riding, Literatura infantil (2013), en inglés, francés y creol[2]
- A Sky the Color of Chaos, memorias (2015)